# 朱奧·西薩·蒙岱羅
朱奧·西薩·蒙岱羅（葡萄牙語：João César Monteiro，1939年2月2日—2003年2月3日）是一名葡萄牙電影導演。

## 生平
朱奧·西薩·蒙岱羅生長在一個反教權和反法西斯的家庭，在他15歲時全家移居到里斯本，1963年獲得獎學金前往英國倫敦電影學校就讀；返回葡萄牙後，他先完成紀錄片和短片作品，後來以第四部劇情長片《希爾維斯特》進入第38屆威尼斯影展正式競賽單元，開始在國際上受到矚目。
1989年，他以《黃色小屋的記憶》獲選為第46屆威尼斯影展正式競賽片，並獲得銀獅獎，後來他又以《最後一跳》(1992)和《上帝的喜劇》(1995)進入威尼斯影展競賽單元，其中以《上帝的喜劇》獲得評審團特別獎。1999年他執導的《上帝的婚禮》進入第52屆坎城影展一種注目單元。
2000年，他完成後來引起高度爭議的《白雪》，全片幾乎由黑畫面構成，僅有旁白與聲音變化。2003年他因癌症病逝於里斯本。

## 電影作品
- 1975年：《家族片羽》(Fragmentos de um Filme Esmola, a Sagrada Família)
- 1975年：《我該拿這把劍做什麼?》(Que Farei Eu com Esta Espada?)
- 1978年：《路徑》(Veredas)
- 1981年：《希爾維斯特（葡萄牙語：Silvestre (filme)）》(Silvestre)
- 1986年：《海之花》(À Flor do Mar)
- 1989年：《黃色小屋的記憶》(Recordações da Casa Amarela)
- 1992年：《最後一跳（法语：Le Dernier Plongeon）》(O Último Mergulho)
- 1995年：《上帝的喜劇》(A Comédia de Deus)
- 1999年：《上帝的婚禮》(As Bodas de Deus)
- 2000年：《白雪（葡萄牙語：Branca de Neve (filme de 2000)）》(Branca de Neve)
- 2003年：《離開與回來（葡萄牙語：Vai e Vem (filme)）》(Vai e Vem)

## 外部連結
- 朱奧·西薩·蒙岱羅在互联网电影资料库（IMDb）上的資料（英文）
- 朱奧·西薩·蒙岱羅在豆瓣上的资料（简体中文）